# Jyrki Blom
Jyrki Blom (11 de maio de 1962) é um atleta finlandês do lançamento do dardo.